# Ermanno Giglio-Tos
Pour les articles homonymes, voir Giglio-Tos.
Ermanno Giglio-Tos (1865–1926) est un entomologiste italien. Il s'est notamment intéressé la diptérologie et à la classification des mantes religieuses (Mantodea).

## Publications
- Giglio-Tos, E., 1907: Ortotteri Africani. Parte II. Blattodea, Mantodea, Phasmodea, Locustodea, Gryllodea. Bollettino dei Musei di Zoologia ed Anatomia Comp. R. Univ. Torino, 22(554):10.
- Giglio-Tos, E., 1915: Mantidi esotici. Generi e specie nuove. Bullettino della Società entomologica italiana.
- Giglio-Tos, E., 1919: Saggio di una nuova classificazione dei Mantidi. Bullettino della Società Entomologica Italiana.